# 남경 (배우)
남경(본명: 김선아, 1994년 11월 24일 ~ )은 대한민국의 배우이다. 2018년에 김선아에서 현재 이름으로 활동명을 바꿨다.

## 학력
- 홍익대학교사범대학부속초등학교 졸업
- 월촌중학교 졸업
- 진명여자고등학교 졸업
- 이화여자대학교 한국음악과
- 이화여자대학교 대학원

## 출연 작품

### 드라마
| 연도 | 방송사 | 제목                    | 역할   | 비고     |
| ---- | ------ | ----------------------- | ------ | -------- |
| 2012 | tvN    | 응답하라 1997           | 은각하 |          |
| 2014 | tvN    | 막돼먹은 영애씨 시즌 13 | 김선아 |          |
| 2015 | KBS2   | 프로듀사                | 김다정 |          |
| 2018 | MBC    | 데릴남편 오작두         | 국악인 | 특별출연 |
| 2020 | SBS    | 앨리스                  | 정혜수 |          |

### 영화
- 2014년 《레디액션 청춘》 - 보라 역
- 2016년 《당신, 거기 있어줄래요》 - 선영 역
- 2017년 《리얼》 - 미스 진 역
- 2020년 《스웨그》 - 선아 역

### 예능
- 2013년 방송의 적